# Hakuji

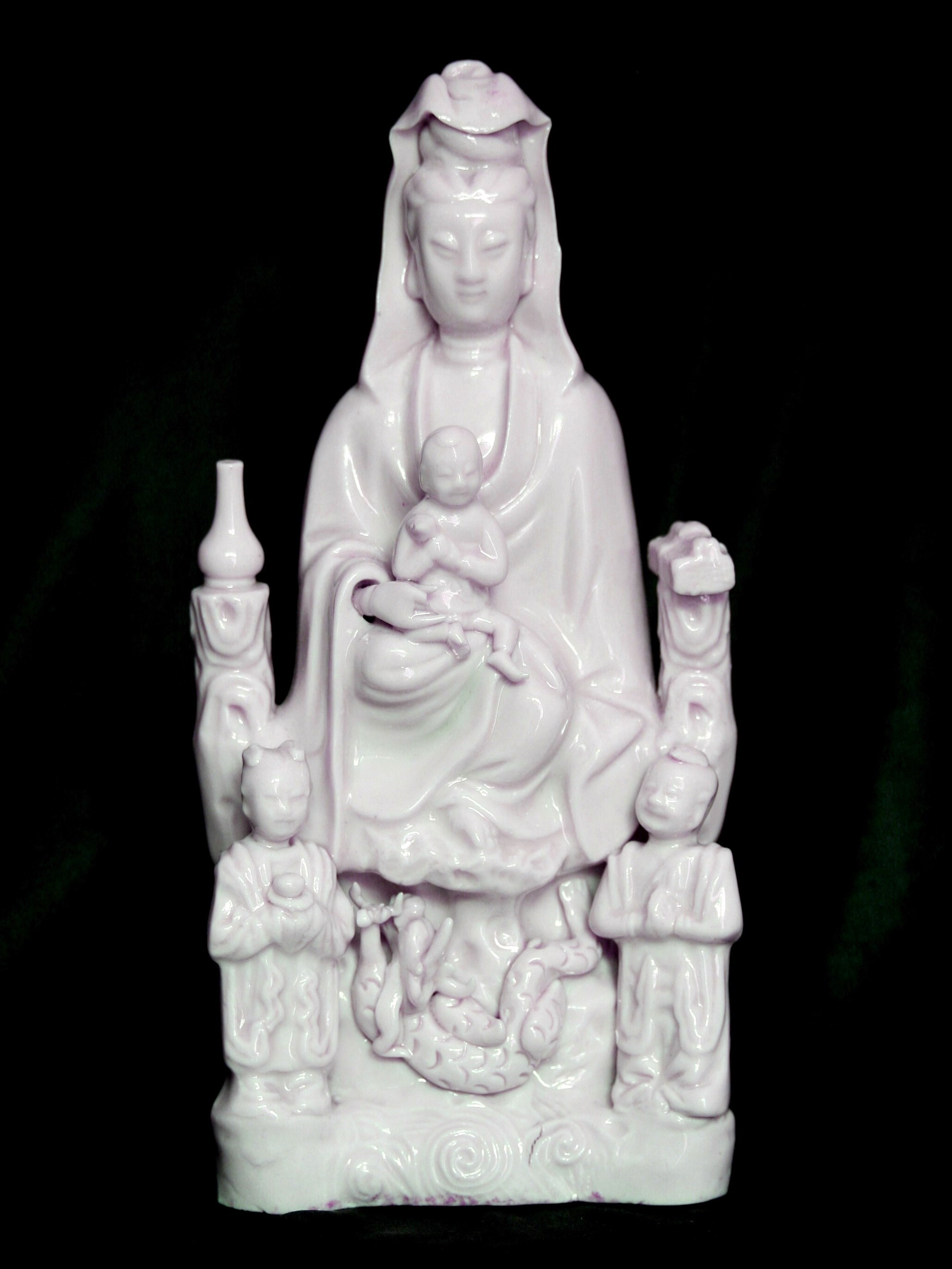
Exemple d'hakuji : statue de Marie dissimulée en Guanyin pour la vénération des kakure kirishitan (chrétiens cachés).

Le Hakuji (白磁) est une porcelaine blanche japonaise, faite à l'origine d'une argile de pierre blanche de qualité supérieure, qui aurait été découverte au début du XVIIe siècle à Izumiyama (montagne d'Izumi, Arita) par le potier coréen Ri Sampei (Yi Sam Pyong (en)).
Il est toujours blanc uni sans motifs colorés et se présente souvent sous forme de bols, théières, tasses et autres articles de table japonais.

## Référence
- (en) Cet article est partiellement ou en totalité issu de l’article de Wikipédia en anglais intitulé « Hakuji » (voir la liste des auteurs).